# Alfonso Lista
Alfonso Lista (Bayan ng Alfonso Lista), antes conocido como Potia, es un municipio filipino de tercera categoría perteneciente a la provincia de Ifugao en la Región Administrativa de La Cordillera, también denominada Región CAR.

## Geografía
Tiene una extensión superficial de 347.46 km² y según el censo del 2007, contaba con una población de 25.323 habitantes y 4.275 hogares; 28.410 habitantes el día primero de mayo de 2010

### Barangayes
Alfonso Lista se divide administrativamente en 20  barangayes o barrios, 19  de  carácter rural, y uno solo, Santa Maria, urbano.
| - Bangar - Busilac - Calimag - Calupaan - Caragasan | - Dolowog - Kiling - Namnama - Namillangan - Pinto | - San Jose - San Juan - San Marcos - San Quintin - Santa Maria | - Santo Domingo de Cabicalan - Little Tadian - Ngileb - Laya - Potia |

## Historia
El municipio de Potia fue creado el año 1955 con los barrios de Potia, Dolowog, San Juan, San Quintin, Cabicalan, Pinto, Busilac, Santa Maria y Namillangan, segregados del municipio de Mayoyao.
En 1988 cambia su nombre por el de Lista: The name of the Municipality of Potia is hereby changed to the Municipality of Lista.